# Waldemar Jud
Waldemar Jud (* 26. November 1943 in Salzburg; † 12. März 2018) war ein österreichischer Jurist und Hochschullehrer an der Universität Graz.

## Leben
Waldemar Jud wurde 1943 als Sohn des gleichnamigen Kommerzialrates und dessen Ehefrau Sofie in Salzburg geboren. Seine Matura absolvierte er am dortigen Bundesrealgymnasium. Im Anschluss studierte Jud die Rechts- und Staatswissenschaften an der Universität Graz mit zeitweiligen Studienaufenthalten am Trinity College (Cambridge), an der McGill University in Montreal und der Universität Poitiers. Nach der erfolgreichen Beendigung seines Studiums promovierte Jud sowohl in den Rechts- wie auch den Politikwissenschaften und erwarb somit in beiden Fachrichtungen den Doktorgrad.
Nach Beschäftigungen als Universitätsassistent an der Universität Salzburg unter Rolf Ostheim und an der Universität Graz unter Horst Wünsch wurde Jud 1978 schließlich Universitätsdozent für Handelsrecht. Ein Jahr später wurde er zum außerordentlichen Professor für Handelsrecht mit Schwerpunkt Unternehmensrecht und Immaterialgüterrecht an der Universität Graz ernannt. 1984 schließlich folgte die Übernahme als ordentlicher Professor für Handels- und Wertpapierrecht an das Institut für Österreichisches und Internationales Unternehmens- und Wirtschaftsrecht der Universität Graz. Diese Stelle hatte er bis zu seiner Emeritierung im Jahre 2012 inne.
Auch nach seiner Emeritierung war Jud noch aktives Mitglied zahlreicher Aufsichtsräte, wie beispielsweise der Oberbank AG, der BKS Bank, der Do&Co AG und der Bank für Tirol und Vorarlberg.
Waldemar Jud war der Vater der Wiener Hochschullehrerin Brigitta Zöchling-Jud.
Während seiner Grazer Studentenzeit wurde er bei der Akademischen Landsmannschaft Viruna, einer Studentenverbindung, aktiv, der er lebenslang angehörte.

## Werke (Auswahl)
- Waldemar Jud & Werner Hauser: Das Wirtschaftsrecht der USA für Unternehmensgründer. Verlag Österreich, Wien 2003, ISBN 978-3-7046-3828-1.
- Thomas Radner, Waldemar Jud & Werner Hauser: Arbeitsrecht. 3. Auflage. Verlag Österreich, Wien 2005, ISBN 978-3-7046-4756-6.